# Canebière
La Canebière (in provenzale Canebiera) è la principale strada che attraversa il centro storico di Marsiglia, per circa un chilometro dal porto vecchio al quartiere Réformés, più precisamente dal quai des Belges al boulevard de la Libération.
La strada venne inaugurata nel 1666 durante l'ingrandimento della città voluto dal re Luigi XIV e su questa strada, all'altezza del palazzo della Borsa, il 9 ottobre 1934 vennero assassinati Alessandro I di Iugoslavia e il ministro degli esteri francese Louis Barthou, vittime di un attentato commesso da un nazionalista macedone.
La strada prende il nome dal provenzale canabe o canebe, in quanto collegava il porto con i campi di canapa che veniva poi utilizzata per la produzione di imbracature e corde.